# James Younghusband
James Joseph Younghusband (* 4. September 1986 in Ashford) ist ein ehemaliger britisch-philippinischer Fußballspieler.

## Karriere
James Younghusband unterschrieb 1996 für Chelsea und bekam später im Alter von 16 Jahren einen Platz beim Klub. Während seiner Chelsea-Zeit kam er für das Jugend- und Reserveteam für etliche Spiele zum Einsatz. Er besuchte die Salesian School im Südwesten Londons, bei der er auch seinen Abschluss machte.
Younghusband wurde als Sohn von Philip Younghusband, einem Wirtschaftsprüfer und Steuerberater, und Susan Younghusband, einer Filipina, in Ashford, Middlesex, England geboren.
Er spielte bereits vor seinem 12. Lebensjahr beim FC Chelsea. Hauptsächlich spielt er auf der rechten Seite, entweder rechts hinten oder rechts außen. Sein ein Jahr jüngerer Bruder Phil Younghusband ist ebenfalls Fußballspieler.
Anfang 2005 wurde die Philippine Football Federation durch einen nicht näher bekannten Playstation-2-Spieler auf die Younghusbands aufmerksam gemacht, weil er herausfand, dass sie von philippinischer Abstammung sind. Letztendlich wurden Younghusband und sein jüngerer Bruder Phil in den Kader für die Südostasienspiele auf den Philippinen einberufen, wo Younghusband sein erstes internationales Tor schoss.
Phil Younghusband war Stammspieler im Reserveteam Chelseas. Younghusband spielte später beim AFC Wimbledon, FC Staines Town und für kurze Zeit beim FC Woking.
Nach einem Jahr beim philippinischen Verein San Beda Red Lions steht er seit Anfang 2012 gemeinsam mit seinem Bruder bei Loyola FC unter Vertrag.

## Erfolge
Ceres–Negros
- PFL Cup: 2019